# Wati-kutjara
Dans la mythologie aborigène, les Wati-kutjara sont des hommes lézards (dont le totem est l'iguane) qui proviennent d'une montagne, à l'époque du Temps du rêve. Ils enseignèrent plus tard aux shamans comment se servir et communiquer avec le temps du rêve. Ils créèrent les talismans sacrés (appelé [tjurunga) et les donnèrent aux gens. Ils créèrent aussi les arbres, les plantes, les rivières, les montagnes, les vallées et les autres caractéristiques géographiques.  Ils castrèrent l'homme de la lune en lançant un boomerang magique, Kidili. Celui-ci avait tenté de violer la première femme avant qu'elle ne se transforme en Pléiades. Il mourut des suites de ses blessures et disparu dans un trou d'eau. 
Ces hommes lézards sont connues des tribus du centre-ouest de l'Australie dans le Grand Désert Occidental.